# Campo Nazional-Radicale Falanga
Obóz Narodowo-Radykalny Falanga (in polacco), Campo Nazional-Radicale Falange, ONR-Falanga è stato un gruppo politico polacco.

## Storia
La ONR-Falanga fu costituita nel 1935 a seguito di una scissione da parte di membri del Campo Nazional-Radicale, tenutasi nel campo di detenzione di Bereza Kartuska nel quale si trovavano detenuti. Il gruppo fu guidato da Bolesław Piasecki, il quale auspicava un totalitarismo cattolico di ispirazione falangista. Il cattolicesimo, centrale nel falangismo spagnolo, fu ancora più preponderante nell'ideologia dell'ONR-Falanga. Questo perché la Polonia era il paese europeo con una grande percentuale di cattolici ed allo stesso tempo con la maggior percentuale di ebrei. Diffusa in gran parte dei campus universitari, l'ONR-Falanga ha sostenuto una politica di forte antisemitismo e da questa base ha lanciato attacchi contro gli studenti ebrei e le imprese ebraiche.
Temporaneamente il movimento si associò con l'Obóz Zjednoczenia Narodowego (OZN) del colonnello Adam Koc, il quale impressionato dall'organizzazione della Falanga-ONR, pose Piasecki come responsabile del gruppo giovanile OZN. Koc, interessato alla creazione di uno Stato totalitario, intese utilizzare il movimento giovanile al fine di attuarlo, anche se la sua propaganda sconvolgeva molti cittadini moderati pro-governativi. Quando Koc fu rimosso dalla guida del OZN nel 1938 e sostituito dal generale Stanisław Skwarczyński, quest'ultimo tagliò rapidamente ogni legame con l'ONR-Falanga.
Sebbene considerato un movimento fascista, poiché esso stesso si rifece dichiaratamente alla politica economica del fascismo italiano, e nonostante sia stata un'organizzazione ferocemente antisemita, era contemporaneamente aspramente anti-nazista, in quanto i tedeschi venivano considerati come nemici naturali dei polacchi.
Infatti, durante il periodo della Seconda Guerra Mondiale, fece parte dello Stato segreto polacco che controllava la Resistenza polacca contro gli occupanti tedeschi, mentre durante l'occupazione sovietica i suoi militanti parteciparono alla resistenza coi fratelli della foresta.